# Esko (příměstská železnice)
Takzvané Esko je společná značka zatím dvou regionálních systémů příměstské železniční dopravy propojené s MHD v České republice, vycházející z německého S-Bahn. V češtině slovo „esko“ znamená označení písmene S. Linky Eska jsou označovány písmeny S (osobní vlaky) a R (spěšné vlaky, rychlíky). Esko je provozováno Českými drahami, které ho propagují sloganem „Esko – spojení pro město“, do systému Esko Praha však byla začleněna i linka S34 dopravce KŽC Doprava a linka S49 dopravce RegioJet (dříve provozováno dopravcem Arriva vlaky).

## Provoz
V Praze se označení linek písmeny S objevilo 15. prosince 2002, avšak nebylo zatím oficiálně uváděno v jízdních řádech. K tomu došlo až od 9. prosince 2007. 
O rok později, 14. prosince 2008, bylo Esko zavedeno i v Moravskoslezském kraji na tratích v okolí Ostravy. 
Systém označení linek písmeny S a R je využíván i v Integrovaném dopravním systému Jihomoravského kraje, ačkoliv zdejší železniční linky nejsou prezentovány pod značkou Esko. 
Podobný systém jako Esko je použit od jízdního řádu 2021/22 i v Integrované dopravě Zlínského kraje – vlaky jsou označeny písmeny S (osobní vlaky) a Sp (spěšné vlaky), spolu s celostátními označeními R a Ex, používanými od roku 2017.
Značení linek se používalo též v Ústeckém kraji (28 linek řady S, z toho linky S1 až S4 a S20 jsou v elektrické trakci, 7 linek řady R, 1 linka řady RE, 1 linka řady EC). Ani pro tyto linky se však nepoužívá označení Esko. Od prosince 2009 bylo zavedeno značení linek začínající písmenem U a začal být používán název RegioTakt Ústecký kraj či pouze RegioTakt, Regiotakt nebo Regio Takt s modře laděným logem.